# Palazzo De Rosa di Carosino
Il Palazzo De Rosa di Carosino  è un edificio di valore storico e architettonico di Napoli, ubicato all'inizio di via Toledo.

## Storia
Nel 1775 avvenne la demolizione della porta dello Spirito Santo, ergo non deve stupire l'assenza in loco di qualunque costruzione nella Mappa del Duca di Noja, risalente proprio a quell'anno. Tuttavia, nella Pianta Topografica del quartiere di Montecalvario di Luigi Marchese del 1804 vi compare un edificio incompleto con due portali su via Toledo e giardino posteriore, commissionato pochi anni prima dal principe Pignatelli di Monteleone. 
Nel 1825 il fondo fu acquistato da Francesco Bernardo De Rosa (1781-?), il cui padre Andrea (1760-?) era riuscito a elevarsi da pettinatore di canape  praticamente analfabeta in quel di Afragola ad appaltatore nella capitale delle Due Sicilie grazie soprattutto all'appoggio del ministro Luigi de' Medici di Ottajano, comprandosi nel contempo il titolo di barone  e arrivando ad accumulare un patrimonio di oltre un milione di ducati (cifra spropositata per l'epoca). Francesco fece dunque riprendere i lavori al giovane architetto Pietro Valente che lo ampliò enormemente, completandolo nel 1834. Inoltre nel 1829 contrasse un matrimonio con Francesca Maria Caracciolo (1811-1889), ultima esponente della stirpe dei duchi di Martina, incassando così altre sostanze tramite la dote. La proprietà passò successivamente al suo figlio primogenito Andrea De Rosa (1831-?), che ottenne il titolo di duca di Carosino maritali nomine (l'impalmata fu Clotilde Marulli d'Ascoli) . 
Il palazzo è considerabile come uno dei primi grandi condomini dell '800 napoletano, in anticipo di alcuni decenni rispetto alle imponenti costruzioni di committenza prettamente borghese che caratterizzarono la fioritura architettonica delle grandi città europee nel secondo '800. Esso infatti fin da subito, data la sua vastità e la sua strutturazione spaziale e abitativa, non fu un palazzo gentilizio appartenente e abitato dalla sola famiglia proprietaria, ma un condominio composto da decine di appartamenti da dare in fitto a famiglie più o meno benestanti, tra cui i baroni De Gemmis e il barone magistrato Donato Perillo.
Come allora anche oggi è diviso in alcune decine di appartamenti e studi professionali e nei suoi prospetti esterni si presenta restaurato solo in parte.

## Descrizione
Il palazzo è costituito da cinque piani più sopraelevazioni, la facciata principale sul secondo, terzo e quarto ha dodici balconi, mentre il quinto presenta terrazze angolari di belvedere.
La facciata è tutta a bugnato a vista, con due ampi portali d'accesso. Gli interni si aprono in un doppio cortile con due scaloni aperti che portano ai piani superiori. La scalinata principale è ellittica e di grande effetto, la seconda ha pianta rettangolare ed è decorata con stucchi alle pareti. In più appartamenti si conservano affreschi e ornamentazioni di gusto neoclassico.

## Altre immagini

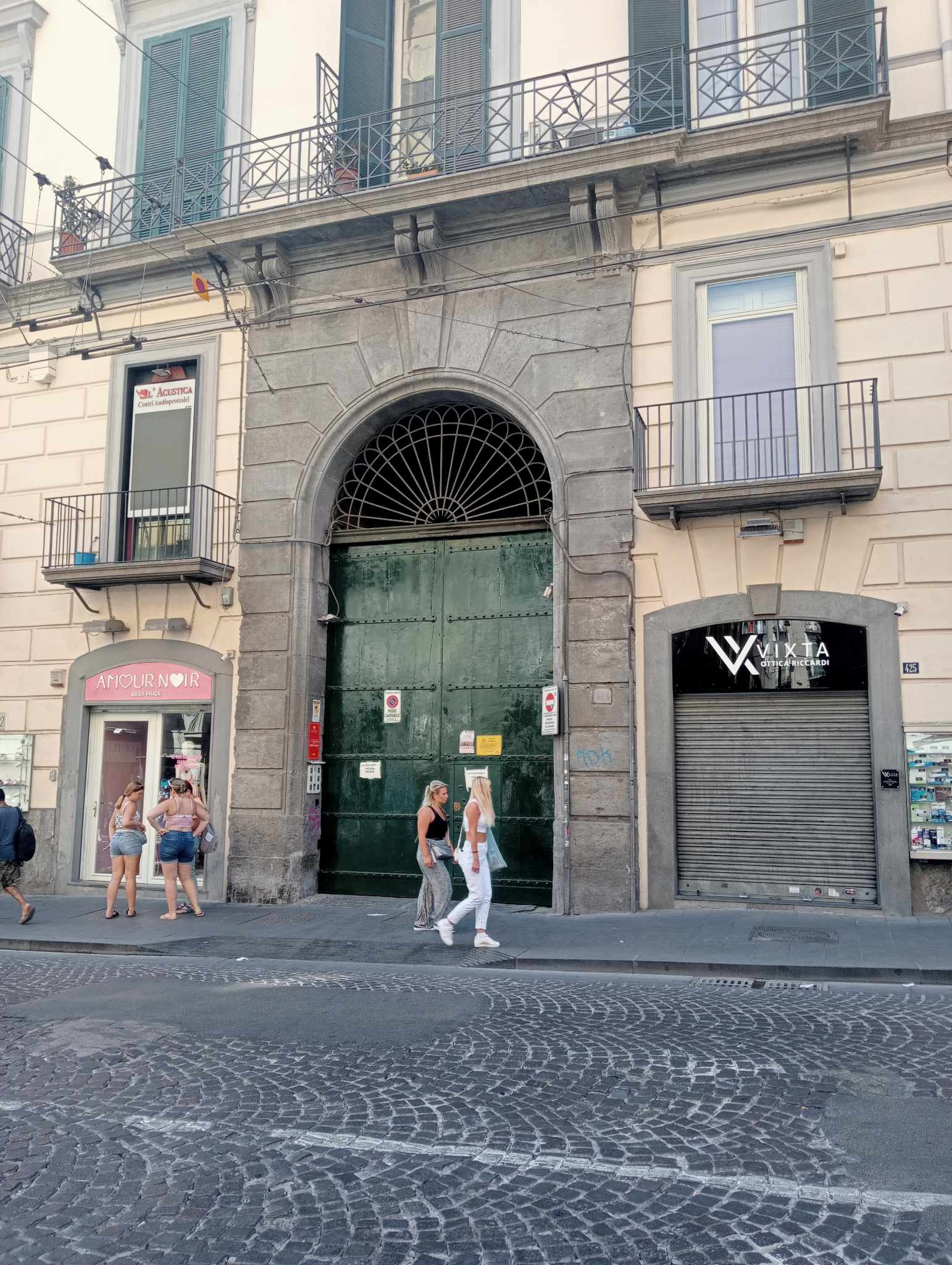
Uno dei due portali su via Toledo
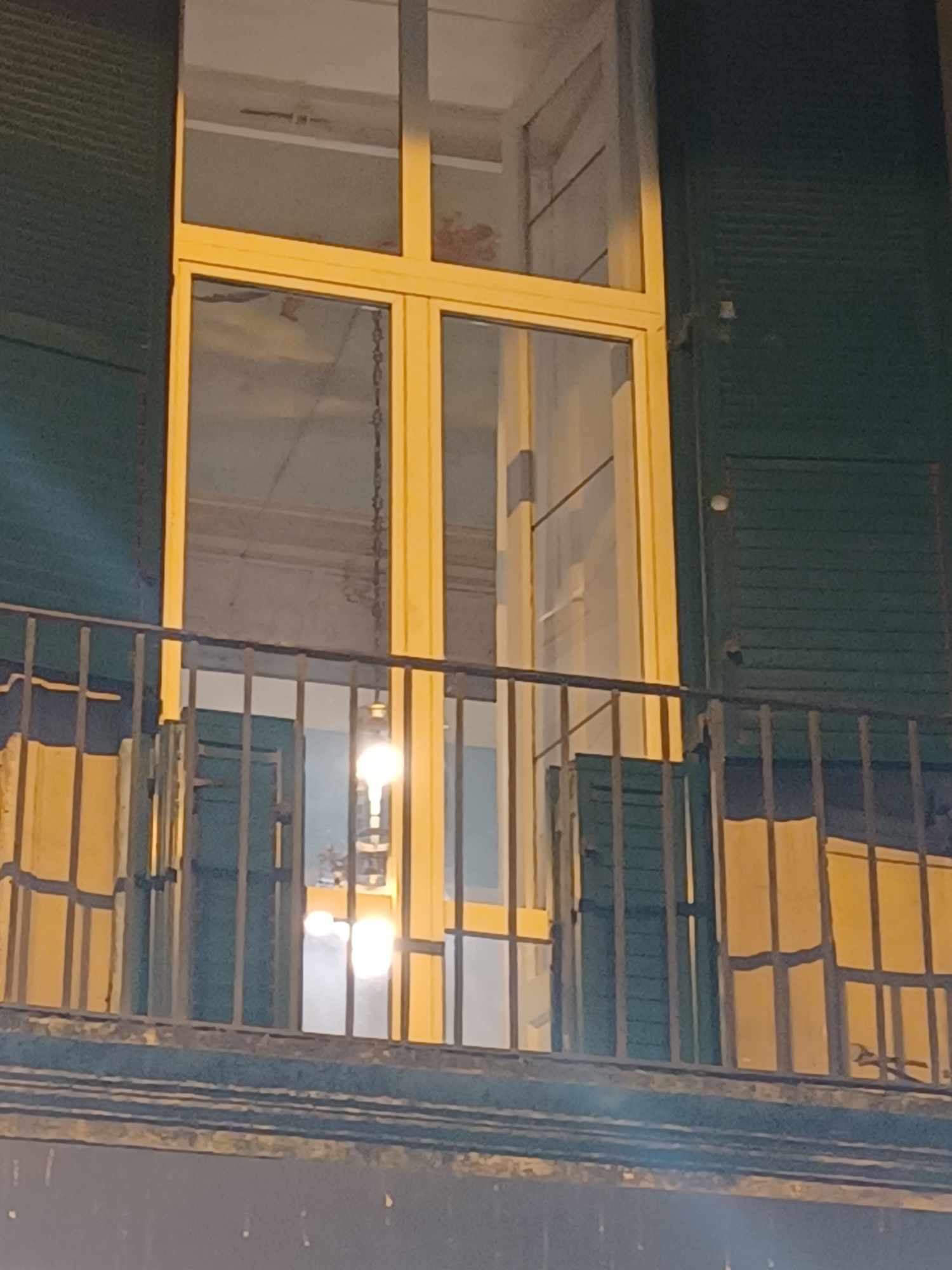
Un soffitto affrescato in una sala del primo piano su via Tarsia.